# Contea di Yuanqu
La contea di Yuanqu (垣曲县S, Yuánqǔ XiànP) è una contea della Cina, situata nella provincia dello Shanxi e amministrata dalla prefettura di Yuncheng.